# 前750年代
| 千纪： | 前1千纪 |
| 世纪： | 前9世纪 \| 前8世纪 \| 前7世纪                                                                              |
| 年代： | 前780年代 \| 前770年代 \| 前760年代 \| 前750年代 \| 前740年代 \| 前730年代 \| 前720年代                    |
| 年份： | 前759年 \| 前758年 \| 前757年 \| 前756年 \| 前755年 \| 前754年 \| 前753年 \| 前752年 \| 前751年 \| 前750年 |

## 重要事件及趋势
- 羅馬建城：依照罗马传统，该城市是由罗慕路斯[1]于前753年4月21日建立。[2]
- 前750年：晋文侯攻杀携王

## 出生
- 前757年，鄭莊公。
- 前754年，陳桓公。
- 前754年，陳佗。
- 前753年，努马·庞皮里乌斯

## 逝世
- 前758年，霄敖
- 前750年，耶羅波安二世
- 前750年，携王